# Serin à masque noir
Crithagra capistrata
Espèce
Statut de conservation UICN

 LC  : Préoccupation mineure
Synonymes
- Serinus capistratus

Le Serin à masque noir (Crithagra capistrata) est une espèce de passereaux appartenant à la famille des Fringillidae.

## Distribution
Cet oiseau est présent dans le centre-sud-ouest de l’Afrique avec une poche importante dans le nord de la Zambie, une secondaire dans le sud du Zaïre et de nombreuses plus petites taches, disséminées dans les autres pays.

## Sous-espèces
D'après la classification de référence (version 5.1, 2015) du Congrès ornithologique international, cette espèce est constituée des sous-espèces suivantes :
- S. c. capistratus (Finsch & Hartlaub, 1870) : Gabon (Port Gentil et centre avec d’autres localités dans le nord et l’est : parc national de la Lope, Brazza, Lékoni), Congo (sud : Mayombe, Brazzaville), Zaïre (sud-ouest : Kwango, Kinshasa ; centre-sud : région d’Ouroua ; est et sud-est : Katanga, Kasenga, Kapongolo, parcs nationaux de l’Upemba et des Kundelungus, nord-ouest du lac Tanganyika, Kivu), ouest du Burundi, Zambie (tout le nord) et Angola (nord : Caluango ; nord-ouest : Damba, Songo, Quibaxi ; centre-ouest : Huambo ; extrême est : Calunda) ;
- S. c. hildegardae Rand & Traylor, 1959 : centre de l’Angola (monts Moco et Soqué).

## Habitat
Il fréquente aussi les boisements situés au pied des collines, la savane buissonneuse, les bords de routes herbeux, les lisières de forêt et la forêt-galerie (Gabon), les abords des marécages, les plaines inondées et les champs bordant les lacs (Burundi), les zones couvertes d’herbes hautes et parsemées de petits arbres ainsi que la végétation dense le long des cours d’eau (sud du Katanga, Zaïre); les lisières des forêts sempervirentes humides et les fourrés près de l’eau (Zambie) (Fry & Keith 2004).
Selon Ottaviani (2011), leur habitat naturel consiste en formations buissonneuses et broussailleuses longeant un cours d’eau dans un paysage de bocage situé à peine à 100 m d’une ville. C’est dans ce fouillis végétal indigène que ces serins trouvent leur nourriture et où ils sont sédentaires. Une photo de Neil Gray prise dans le nord de la Zambie et une autre de Guillaume Passavy prise dans le parc national de la Lope dans le nord du Gabon illustrent bien les biotopes.

## Alimentation
Il recherche sa nourriture sur le sol et prélève des graines sur les épis des hautes plantes herbacées  (Fry & Keith 2004).

## Voix
Le chant, très différent de celui du serin à diadème, consiste en un pot-pourri de sifflements, de grésillements et de notes bourdonnantes : tee-ti-tyew, trrrrrr, zhway-zhwee, trrrrrr, de strophes de type serin entrecoupées de pauses. Le cri est un swee swee ou un chissick plus répétitif (Fry & Keith 2004).

## Nidification
Selon Fry & Keith (2004), le mâle chante pendant de longues périodes du haut de postes de chant réguliers (de 3 à 12 m de hauteur). Un seul nid a été repéré mais il a été détruit (probablement par une souris) avant d’avoir été décrit. Il était placé à 2,5 m de hauteur dans la cépée feuillue d’une branche horizontale d’un petit arbre situé près d’un cours d’eau. Il avait été construit par la femelle qui partait collecter des matériaux de nidification toutes les trois minutes jusqu’à 200 m de distance, toujours accompagnée par le mâle. Le nid et les œufs sont donc inconnus.
Pourtant, Lippens & Wille (1976) les avaient décrits ainsi :« Le nid est un typique nid de serin, et se trouve dans un buisson à moins de 3 m de hauteur. La ponte de trois œufs gris clair, tachetés de brun roux, s’effectue surtout en janvier-février dans le sud-ouest et le sud-est du Zaïre, en novembre-décembre et en avril-mai au Kasai (donc en deux périodes bien distinctes), tandis qu’au nord-ouest du lac Tanganyika la nidification se ferait surtout en mars. »…« A l’ouest de Kinshasa, nous avons observé, sur les collines couvertes de buissons, un mâle accompagné de trois femelles, le 15 juin 1973 ; le mâle chantait continuellement, ce qui semblait prouver qu’on était en période de reproduction donc même en pleine saison sèche. »